# Дикий Захід (фільм, 1918)
«Дикий Захід» (англ. Out West), також відомий під іншими варіантами перекладу назви: «Наш Дикий Захід», «Дивний Дикий Захід», «На Далекому Заході», «Фатті-бармен» — американська короткометражна німа комедія за участі трійки комічних акторів: популярного в той період Роско Арбакла, кіноактора-початківця Бастера Кітона і племінника Арбакла, що грав у багатьох роботах дядька Ела Сент-Джона.

## Сюжет
Головний герой фільму Фатті вирішує перебратися з прерій до міста, для чого пробирається зайцем у поїзд, звідки його викидають охоронці, яких він примудрився ще й об'їсти. Опинившись в пустелі, Фатті піддається нападу індіанців, втікаючи від яких він нарешті потрапляє в невелике містечко на Дикому Заході, де знаходить собі роботу — на звільнене місце вбитого щойно бармена. Бастер Кітон грає шерифа цього містечка, де стрілянина, бійки і вбивства є буденним явищем, а в салуні навіть посеред залу в підлозі є люк для розміщення падаючих тіл. Щоразу, як когось вбивають, Кітон просто відкриває люк і скидає тіло. Третьою дійовою особою цієї історії є бандит Дикий Білл, що намітив напад на салун з метою поживитися. Але не так сталося — його напад був успішно відбитий. Однак, Дикий Білл так просто не здається і як помсту вирішує викрасти дівчину з Армії Спасіння, що зайшла в салун. Наш відважний герой Фатті пускається за викрадачем в погоню і рятує викрадену красуню.

## У ролях
- Роско Арбакл — Фатті
- Бастер Кітон — шериф
- Ел Сент-Джон — Дикий Білл
- Еліс Лейк — дівчина з Армії Спасіння
- Джо Кітон — чоловік в поїзді

## Цікаві факти
- Якщо добре придивитися, то можна побачити посмішку на обличчі Бастера Кітона, який як відомо отримав прізвисько «Людина з кам'яним обличчям» (або «Комік без усмішки»).
- Одну з невеликих ролей у поїзді грає батько Бастера Кітона — Джо Кітон.
- У фільмі є сцена, яка в ті часи була повсякденною і не викликала будь-якої пильної суспільної уваги: коли суцільно білі відвідувачі салуна знущаються над негром, стріляючи йому під ноги, щоб він пританцьовував. В результаті чого доводять нещасного до сліз. Тільки дівчина з Армії Спасіння зупиняє це свавілля словами: «Як вам не соромно». Через десятиліття, зараз у сучасній політкоректній Америці наявність цієї сцени у фільмі викликає громадський резонанс.